# Elias Pihlström
Erik Elias Pihlström, född 31 augusti 2006, är en svensk fotbollsspelare som spelar för FC Lugano.

## Karriär
Pihström började spela fotboll i Laxå IF och gick sedan vidare till att spela i olika klubbar i Närke, bland annat Skyllbergs IK, Rynninge, Örebro SK innan han spelade a-lagsfotboll i Adolfsbergs IK. Sommaren 2023 valde Pihlström att gå till det allsvenska laget Degerfors IF och deras akademi. Efter ett halvår flyttades han upp i a-laget och skrev ett treårskontrakt. 
Under sin första säsong i Degerfors a-lag fick Pihlström många inhopp och startade fler och fler matcher. Totalt startade Pihlström 10 matcher under året i Superettan och med två mål och sju assist och andra klubbar visade intresse för honom.  
Inför återkomsten till Allsvenskan förlängde Pihlström sitt kontrakt med Degerfors över 2028. Den 25 juli 2025 blev han såld till FC Lugano.